# Robótica Livre
História:
O Projeto Robótica Livre foi criado pelo Professor Danilo Rodrigues César no ano de 2001 quando ele frequentava (como aluno especial) as aulas de Educação Tecnológica no CEFET-MG. Em agosto de 2002 o professor Danilo apresentou no seminário da disciplina o kit de robótica pedagógico integrado com a linguagem Logo, no ambiente GNU/Linux. Esse kit possuía a função de reproduzir através de LED's (Diodo Emissor de Luz) o que os comandos da linguagem Logo constrói na tela do computador. O kit de robótica pedagógico no ano de 2002 foi modificado para ter mais recursos técnicos e utilizava partes do lixo tecnológico/eletrônico como material de construção, e, o Hardware Livre foi disponibilizado como "Interface de Hardware Livre (IHL)"  - que utilizava a porta paralela como via de comunicação entre os dois mundos (o virtual e o real). Em 2004 passou a lecionar (como voluntário) na Escola Caio Líbano Soares (BH/MG), onde foi premiado pelo Instituto Telemar com o Projeto Robótica Livre.
Antes de definirmos Robótica livre é importante destacar o conceito de Robótica Pedagógica/Educacional que segundo César (2013, p. 55) "faremos uso da expressão Robótica   Pedagógica   ou   Educacional,   na   perspectiva   de   que   os   atos   educativos   e educacionais se complementam. Assim, Robótica Pedagógica ou Educacional refere-se ao conjunto de processos e procedimentos envolvidos em propostas de ensino e de aprendizagem que utilizam os dispositivos robóticos como tecnologia de mediação para a construção do conhecimento. Dessa forma, as discussões sobre Robótica Pedagógica não se restringem às tecnologias ou aos artefatos robóticos e cognitivos em si, nem ao ambiente físico, onde as atividades são desenvolvidas, e sim às possibilidades metodológicas de uso e de reflexão das/sobre tecnologias informáticas e robóticas nos processos de ensino e de aprendizagem."
Mas o que é Robótica Livre?
Segundo César (2013, p. 55-56), "Atualmente, a inserção dos fundamentos da robótica no cenário educacional objetiva, basicamente, o “treinamento” dos educandos para o uso de kits pedagógicos padronizados – comercialmente adquiridos –, constituídos principalmente por softwares e hardwares não livres (a cópia, (re)distribuição ou modificação são restritas ao seu criador/desenvolvedor e/ou distribuidor), que servem para o controle e acionamento de dispositivos eletromecânicos. Diferentemente disso, propomos uma Robótica Pedagógica Livre. Compreendemos com essa designação o conjunto de processos e procedimentos envolvidos em propostas de ensino e de aprendizagem que utilizam os kits pedagógicos e os artefatos cognitivos baseados em soluções  livres  e em sucatas como tecnologia de mediação para a construção do conhecimento. De forma específica, adotaremos a denominação Robótica Pedagógica Livre ou, resumidamente, Robótica Livre.
As soluções livres – desenhos da placa de circuito impresso, especificações técnicas, desenho  lógico  do  circuito  eletrônico, softwares livres  (utilizados  e/ou  embarcados   na construção do artefato) e o processo de montagem – dão origem aos chamados hardwares livres. Os hardwares livres são produtos construídos a partir de soluções livres e que seguem as quatro liberdades (liberdade de uso, estudo e modificação, distribuição e redistribuição das melhorias) da filosofia do Software Livre. Assim, o hardware livre também está protegido por licenças que garantem as liberdades e lhe dão a cobertura legal (Exemplos: a GPL e a Copyleft). Vale salientar que um hardware para ser totalmente livre deve ter os projetos dos componentes eletroeletrônicos (como, por exemplo, os transistores, circuitos integrados, capacitores, resistores, entre outros), que compõem a sua estrutura, também desenvolvidos seguindo as quatro liberdades da filosofia do Software livre. Entretanto, isso, em muitos casos, ainda não é possível, pois muitas empresas que desenvolvem hardware livre não possuem condições tecnológicas e financeiras para produzir e desenvolver os seus próprios componentes eletroeletrônicos. Utilizaremos, os hardwares Arduino, Pinguino e a Interface de Hardware   Livre   (IHL) –   que,   apesar   de   não   possuírem   todos   os   componentes eletroeletrônicos livres, são chamados de hardwares livres –, no desenvolvimento de Projetos de Robótica Livre.
Diante do exposto, a Robótica Livre propõe o uso de softwares livres (Linux e seus aplicativos)   como   base   para   a   programação   e   utiliza-se   da   sucata   de   equipamentos eletroeletrônicos e hardwares livres para a construção de kits alternativos de Robótica Pedagógica e protótipos de artefatos cognitivos (robôs, braços mecânicos, elevadores, dentre outros)."
O Robótica Livre é uma metodologia educacional/pedagógica de uso de "sucata eletrônica" e artefatos eletrônicos para ensino de Robótica.
A principal característica da Robótica Livre é o uso de elementos não patenteados na construção de kits com elementos Eletrônicos, Mecânicos e de Programação podendo ser usado por qualquer pessoa e replicado para qualquer outro ambiente comercial ou educacional.

## Software Livre
Existem vários software que podem realizar o controle de equipamentos eletrônicos usando a porta serial, porta paralela ou a porta USB. Mas para que esse software possa ser usado para criar um equipamento pela metodologia de Robótica Livre, é necessário que esse software seja livre.
Podem ser usados programação desenvolvidos pela linguagem em c++, java, shell script.

## Hardware Livre
Apesar de ser um termo ainda não fechado, é considerado Hardware Livre quando o seu desenho e especificação for compartilhado.
Algumas vantagens de se usar um Hardware Livre são:
1. Qualquer um pode fabricar. Os alunos universitários ou empresas que tenham interesse podem construir.
2. Qualquer um pode modificar: Provavelmente não se adaptará às necessidades de docência de outros universitários ou centros de pesquisa. Existe a possibilidade de modificação da placa, em vez de redesenhá-la.
3. Qualquer empresa pode comercializar e cobrar para oferecer os serviços de fabricação e verificação do funcionamento correto, assim como a manutenção.